# عشق و خشم
«عشق و خشم» (به انگلیسی: Love and Anger) تک‌آهنگی از کیت بوش خواننده/ترانه‌سرای اهل بریتانیا است که در ۲۶ فوریه ۱۹۹۰ منتشر شد. این تک‌آهنگ در آلبوم جهان نفسانی قرار داشت.